# Monodilepas skinneri
Monodilepas skinneri là một loài ốc biển nhỏ, a keyhole limpet, là động vật thân mềm chân bụng sống ở biển trong họ Fissurellidae and slit limpets. Đây là loài đặc hữu của the Chatham Islands, New Zealand.